# Microsciurus santanderensis
Lo scoiattolo nano di Santander (Microsciurus santanderensis Hernandez-Camacho, 1957) è un piccolo scoiattolo arboricolo endemico della Colombia. Deve il nome al Dipartimento di Santander, la regione centrale della Colombia dove venne individuato la prima volta.

## Descrizione
Il corpo dello scoiattolo nano di Santander misura 13,3–16 cm, e la coda 13,6-15,2 cm; pesa 42-45 g. La colorazione del dorso è marrone-rossastra, con una linea dorsale nera lungo la colonna. Il ventre è marrone-giallastro.

## Distribuzione e habitat
Lo scoiattolo nano di Santander vive unicamente in Colombia, tra il fiume Magdalena e la Cordigliera Orientale. Vive unicamente nelle foreste pluviali tropicali.

## Biologia
Non sappiamo pressoché nulla su questo animale, ma probabilmente la sua biologia non si discosta molto da quella delle altre specie del genere Microsciurus.

## Conservazione
La principale minaccia per la sopravvivenza di M. santanderensis è la deforestazione, ma le notizie inerenti a questa specie sono così poche che la IUCN la inserisce tra quelle a status indeterminato.